# Tycherus parvitor
Tycherus parvitor är en stekelart som beskrevs av Aubert 1982. Tycherus parvitor ingår i släktet Tycherus och familjen brokparasitsteklar. Inga underarter finns listade i Catalogue of Life.